# Tom Malchow
Thomas ("Tom") Andrew Malchow (ur. 18 sierpnia 1976 w St. Paul) – amerykański pływak, dwukrotny medalista olimpijski, wicemistrz świata.
Specjalizował się w stylu motylkowym, jego koronnym dystansem było 200 metrów. W 1996 w Atlancie zdobył srebrny medal, cztery lata później zwyciężył. W latach 2000–2001 był posiadaczem rekordu świata na tym dystansie. Na mistrzostwach świata na długim basenie zdobył trzy medale: srebrny (2001) i dwa brązowe (1998, 2003).

## Starty olimpijskie (medale)
Atlanta 1996
- 200 m motylkiem – srebro

Sydney 2000
- 200 m motylkiem – złoto